# Wystawa sztuk pięknych w Warszawie w 1828 roku
Wystawa sztuk pięknych w Warszawie w 1828 roku – obraz olejny autorstwa Wincentego Kasprzyckiego namalowany na płótnie w 1828 roku.

## Opis
Dzieło Kasprzyckiego przedstawia wystawę obrazów, która miała miejsce w gabinecie mineralogicznym Królewskiego Uniwersytetu Warszawskiego od 24 maja do 20 lipca 1828 roku. Pod ścianą naprzeciwko okien oddzielonej od zwiedzających drewnianą barierką, znajduje się wysoka drewniana konstrukcja, na której wiszą obrazy. Prace z górnych rzędów są nachylone w kierunku widzów, te umieszczone najwyżej zabezpieczone są linkami. Sposób powieszenia dzieł nie jest przypadkowy, bowiem odzwierciedla hierarchię gatunków malarskich obowiązującą w XIX wieku. Najniżej umieszczono pejzaże, nad nimi martwe natury i widoki wnętrz, a na samej górze portrety i jeden obraz religijny. W galerii obrazów rozpoznać można zaginione obecnie płótna:
- Nadanie dyplomu ustanowienia Uniwersytetu Warszawskiego przez Aleksandra I w 1816 autorstwa Antoniego Brodowskiego,
- Edyp w Kolonos autorstwa Jana Antoniego Blanka.

Z lewej strony dzieła widać przedstawiający kwiaty w wazonie obraz pędzla Henryki Beyer oraz umieszczone nad nim, pozbawione ramy, płótno przedstawiające Chrystusa przy studni z Samarytanką autorstwa mniej znanego artysty, Jakuba Lipskiego. Poza tymi obrazami zidentyfikowano też płótna Jana Klemensa Minasowicza, Franciszka Ksawerego Lampiego i Antoniego Ziemięckiego.
Z prawej strony znajduje się grupa ówczesnych artystów warszawskich, a wśród postaci udało się rozpoznać wielu malarzy, między innymi Marcina Zaleskiego, Antoniego Brodowskiego (przy witrynie), Jana Antoniego Blanka, Aleksandra Kokulara, Rafała Hadziewicza i samego autora, Wincentego Kasprzyckiego, siedzącego po prawej, na pierwszym planie.

Obraz Wystawa sztuk pięknych w Warszawie w 1828 roku Kasprzycki malował bardzo szybko, tak że dzieło doczekało się umieszczenia go jeszcze na tej samej wystawie, wzbudzając zainteresowanie publiczności, na co zwrócił uwagę „Kurier Warszawski” (pisownia oryginalna): 

Na wystawę sztuk pięknych przybył obraz wystawiający tegoroczną wystawę w perspektywie przez W. Kasprzyckiego. Dzieło to w czasie ekspozycji wykonane ze wszech miar interesujące [...] obraz ten przypominać będzie wzrost sztuk pięknych w kraju naszym, zwłaszcza iż autor przedsiębiorąc wykonać ten szczęśliwy pomysł, umieścił w tymże obrazie celniejszych artystów w kraju będących, przez co stał się obraz nierównie interesowniejszym.

Obraz został zakupiony w 1951 roku, w antykwariacie w Lipsku. Wkrótce potem włączono go do zbiorów Muzeum Narodowego w Warszawie. Obecnie prezentowany jest w stałej ekspozycji Zbiorów Sztuki Polskiej do 1914 roku.